# Gola seca
Gola seca és el nom amb el qual es coneix el segon àlbum del cantautor alcoià Ovidi Montllor. Com en el cas del treball anterior, La fera ferotge, el disc no compta amb un títol clar i popularment s'ha agafat la denominació de la peça més reeixida.
Va ser un extended play editat per la discogràfica Discophon el 1969, i compta amb quatre cançons: "Història d'un amic", "La fàbrica Paulac" i "Cançó d'amor", a banda de l'esmentada "Gola seca". Tret de "La fàbrica Paulac", obra de Josep M. Carandell, la resta van ser escrites i compostes per Ovidi Montllor. A la part musical, l'enregistrament va comptar amb arranjaments de Francesc Pi de la Serra.
La coberta de l'àlbum va estar dissenyada per l'Equip Crònica, mentre que Joan Fuster hi va escriure el text de la contraportada, en el qual lloa el treball del d'Alcoi amb apunts com: "sigui 'art' o sigui 'temperament', el secret d'Ovidi Montllor consisteix en això: en el fet de reduir la còlera a mots i a melodies sense èmfasi, sense truculència i sense espasmes, i alhora mantenir-la enèrgicament incisiva.